# Thierry Schluck
Thierry Schluck est un dirigeant de télévision français né en 1953.

## Biographie
Diplômé de HEC et d'un DEA de sociologie, il a commencé sa carrière professionnelle dans l'audiovisuel en 1976, à TF1, où il a exercé pendant dix ans diverses fonctions financières (budget, contrôle de gestion et informatique).
Il rejoint le groupe Canal+ en 1987 en tant que directeur financier des filiales et du développement, poste qu'il occupe jusqu'en 1991. Il participe ainsi à l'expansion de la chaîne Canal+ à l'étranger et à la diversification du groupe, notamment dans les domaines de la production cinématographique et audiovisuelle, ainsi que dans l'édition de chaînes thématiques.
Ensuite, il est successivement nommé directeur général de Eurosport France (19991-1993), puis directeur général de Canal+ Droits audiovisuels et Canal+ Distribution (1994-1997) et à ce titre, il pilote la constitution du catalogue de droits actuellement exploité par StudioCanal, le plus important portefeuille de films en Europe, et enfin directeur à l'international chargé de la Scandinavie (1998-1999). Il devient directeur général de Canalsatellite en 2000. À la fin 2001, il est nommé directeur délégué groupe chargé des chaînes thématiques (ayant alors la responsabilité d'un portefeuille de plus de 30 chaînes thématiques en Europe et en Amérique latine).
À partir de 2003, il rejoint le groupe Fox International Channels et en août 2003, il est nommé président de Fox International Channels France (FIC France) et président de la chaîne Voyage après sa reprise par FIC France.
En février 2010, il rejoint la chaîne TNT IDF1, éditée par le Groupe JLA, au poste de directeur délégué aux côtés de Jean-Luc Azoulay, Marc Tessier et Michèle Cotta.